# 경인양행
(주)경인양행은 기능성 화학소재 사업을 선도하는 전문기업으로서, 50년 이상 섬유, 전자제품, 식품 등에 사용되는 염료, 잉크 및 정밀화학 소재를 개발, 생산해 왔습니다. 핵심역량인 유기합성 기술 강화와 고객 맞춤형 제품 개발을 위해 서울에 R&D 센터를 운영하고 있으며, 한국 내 대규모 생산 시설을 갖추고 있습니다.

## 변천
1971년 10월 신오화학공업사로 설립되었습니다. 1976년 10월 신오화학공업사에서 경인화학으로 변경하였습니다. 1977년 10월 경인화학은 ㈜경인양행으로 변경하였습니다.

## 주요 사업
• 염료
㈜경인양행은 1971년 염료 국산화 및 수출 지향을 목표로 사업을 시작, 1980년 국내 최초로 염료연구소 설립 등 창립 이후 꾸준히 독자 기술로 다양한 염료를 개발, 세계시장에서 인정받는 염료메이커로 위치를 확고히 하고 있습니다. 최근 섬유업계의 요구사항인 ZDHC (Zero Discharge Hazardous Chemicals), bluesign®, GOTS (Global Organic Textile Standard) 등 글로벌 섬유 규정을 만족하는 친환경 제품, 높은 견뢰도의 고기능 제품도 지속적으로 출시, 시장의 Trend에 적극 대응하고 있습니다.
• 유기재료
㈜경인양행은 50여년간의 염료 개발을 통해 축척해 온 정밀화학 분야의 합성기술과 양산화 기술, 개발 노하우 등을 기반으로 디스플레이, 반도체 등에 사용되는 전자 재료 분야로 사업영역을 확장해 오고 있으며, 국내외 주요 Maker들과 고객 맞춤형 개발, 공급으로 긴밀한 협력관계를 구축하고 있습니다. 또한 국내 생산 Site (인천, 안산, 익산, 예산 등)에서 모든 제품을 생산함으로써 공급 안정성과 품질 경쟁력을 갖추고 있고, 지속적인 연구 개발 및 생산시설 투자로 Global 기능성 소재 전문기업으로 도약하고 있습니다.
• 잉크
㈜경인양행은 국내의 염료 시장 선두 주자로서 세계시장에서 인정받는 염료메이커입니다. 당사는 지난 50여년간 과감하고 지속적인 R&D 투자를 통해 새로운 제품을 출시해 왔으며, 염료 및 전자재료 사업을 통해 확보한 기술과 생산 역량으로 Digital Textile Printing용 잉크를 개발, 생산하여, 증가하는 세계시장 수요에 대응해 오고 있습니다. 또한, Global Trend인 친환경 요구에 부응함과 동시에 다양한 Digital Textile Printer Maker와의 유기적인 협력을 통해 시장을 지속적으로 확대해 가고 있습니다.
• 정밀 화학 제품
경인양행 그룹은 식품, 염료, 제약, 반도체 중간재, 농업용 등에 사용되는 정밀화학 제품을 개발 및 생산하고 있습니다. 특히, 자회사인 ㈜제이엠씨는 사카린 및 Sulfur 제품 등 그룹내 정밀화학 분야의 핵심 사업을 담당해 오고 있으며, 국내최초로 생산을 시작한 사카린과 Sulfur 제품, BCMB, SOP 등이 주요 제품으로 대부분 국내에서 유일하게 생산하고 있는 제품들입니다. 축적된 기술, 우수한 인력으로 고객의 신뢰와 Global 경쟁력을 확보, 세계시장을 주도하는 기업이 되고자 부단히 노력하고 있습니다.

## R&D
㈜경인양행 연구소는 다양한 산업에 이용되는 고기능 화학소재의 개발을 위해 도전과 기술혁신을 추구하고 있습니다.
㈜경인양행은 1971년 창립 이후 지속적으로 염료 개발에 노력해 왔으며, 1980년 국내 최초로 염료연구소를 설립, 염료 및 유기합성 연구의 선두주자로 성장해 오고 있습니다. 꾸준한 연구개발 투자와 우수인재 확보를 통해 섬유용 염료 부문에서 세계적인 수준의 연구 성과를 창출하였으며, 핵심역량인 유기합성 기술을 기반으로 그 영역을 잉크 및 정밀화학 소재 분야로 확대하여, DTP(Digital Textile Printing)용 잉크와 감광재료, 디스플레이/반도체 재료 및 식품/제약 등의 핵심 중간재를 최상의 품질로 개발, 생산하고 있습니다.
㈜경인양행 연구소는 합성연구, 응용연구, 분석연구의 분야로 구성되어 있으며, 최근 강화된 환경법규에 따라 환경규제 물질을 배제하는 제품 개발과 인증을 위한 노력을 계속하고 있습니다.
㈜경인양행 연구소는 정밀화학 분야의 전문지식과 오랜 경험을 바탕으로 쌓인 Know-how를 통해 지속성장 기반을 마련하고 ㈜경인양행의 Think-Tank 역할을 수행하여 기능성 화학소재 사업을 선도하는 전문 연구소로써 거듭나고자 노력하겠습니다.

## 연혁
• 1971 신오화학공업사로 설립
• 1980 서울사옥 건립 및 염료 연구소 설립
• 1984 안산공장 준공
• 1992 태국 Rachada Chemicals Co., Ltd. 지분참여
• 1993 시흥공장 준공
• 1995 한국증권거래소(KRX) 주식 상장
• 1997 튀르키예 현지합작 투자법인 Kimsoy Dyes Trade Company Inc. 설립.
• 1997 일본 Sumitomo Chemical Engineering과 염료 생산 기술 제휴 체결.
• 1997 경인양행 ISO 14001 인증 획득(한국품질인증센터(KFQ) 승인).
• 2001 중국 현지투자법인 KISCO International Trading(Shanghai) Co., Ltd 설립.
• 2001 OHSAS 18001 인증 획득(안전 및 보건 경영).
• 2003 반응성 염료 신제품 K-Series 개발.
• 2003 유기 EL 사업부 출범.
• 2003 Eastwell China를 KISCO International Trading Shanghai Co. Ltd로 상호변경.
• 2004 (주)제이엠씨 인수.
• 2005 한일 합작법인 DAITO-KISCO Corporation 설립.
• 2006 중국현지법인 Lianyungang KISCO Chemical. Ltd 설립.
• 2010 bluesign® system 파트너 인증.
• 2010 (주)와이즈켐 지분 투자(합작사 한국알콜산업(주)).
• 2011 중앙연구소 우수기술 연구센터(ATC) 지정.
• 2013 Eastwell Inc. 합병.
• 2014 서울 목동 사옥 신축.
• 2015 “World Class 300” 기업 선정.
• 2016 상공의 날 수상(대통령 표창).
• 2017 인천2공장 C동 준공.
• 2018 무역의 날 1억불 수출탑 수상.
• 2019 대한민국 일자리 으뜸기업 인증.
• 2020 익산 공장 가동.
• 2021 소부장 으뜸기업 선정.
• 2021 월드클래스 300 유공자 포상(산업부 장관상).
• 2022 다이토키스코(주) 익산공장 2기 증설 준공.
• 2022 (주)와이즈켐 제 2공장 준공.
• 2022 월드클래스300 유공자 포상(산업통상자원부 장관)

## 공장 및 사업
• 서울사무소 : 서울특별시 양천구 공항대로 572
• 중앙연구소 : 서울특별시 강서구 양천구 75길 69
• 인천 1,2공장 : 인천광역시 서구 건지로 199
• 안산 3공장 : 경기도 안산시 단원구 산단로 26
• 시흥 4공장 : 경기도 시흥시 경제로 27
• 시흥 5공장 : 경기도 시흥시 공항1대로 80번길 124
• 익산 공장 : 전북 익산시 삼기면 산단구평길 89
• 예산 공장 : 충남 예산군 응봉면 산단 1길 7